# Успение Богородично (Трилофос)
Вижте пояснителната страница за други значения на Свети Георги.
„Успение Богородично“ (на гръцки: Κοίμηση της Θεοτόκου) е възрожденска православна църква в село Трилофос (Замбат), част от Касандрийската епархия на Вселенската патриаршия.
Църквата е построена в XIX век в центъра на селото. В 1988 година църквата е обявена за паметник на културата.